# Nakadžima Homare

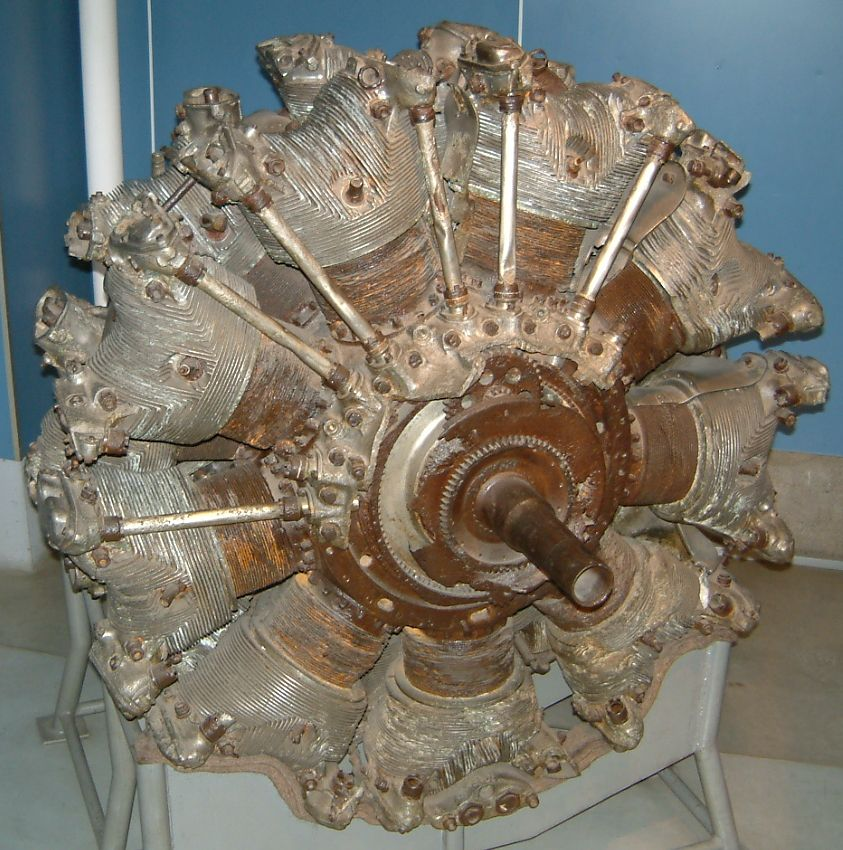
Hvězdicový motor Nakadžima Homare

Nakadžima Homare (誉, česky: Chvála nebo také Čest) byl japonský letecký motor vyráběný během druhé světové války firmou Nakadžima.
Byl to vzduchem chlazený hvězdicový motor patřící do výkonové třídy 2 000 k. Byl široce používán jak japonskou císařskou armádou, tak japonským císařským námořnictvem. Homare bylo služební označení v námořnictvu, námořní experimentální označení znělo NK9. Armáda motor nazývala Ha-45 (ハ四五 nebo ハ45) nebo ve službě motor Typ 4 1900 k. Označení u výrobce bylo BA (nebo NBA).
Vývoj 18válcového dvouhvězdicového Homare začal v roce 1940. Certifikace byla ukončena v roce 1941. Homare se stal nástupcem předchozího motoru firmy Nakadžima 14válcového Sakae (Ha-25). Nový motor měl předních devět válců (přední hvězdici) pootočených vůči zadním devíti.
Motor byl celkm kompaktní s vnějším průměrem 1180 mm, jen o 30 mm větším než u Sakae. Homare měl podle výpočtu konstruktérů disponovat výkonem kolem 1800 k (1324 kW) neboli 100 k (cca 73,5 kW) z jednoho válce. Ale motory měly množství problémů způsobovaných zejména potížemi s kvalitou výroby. Přitom, samozřejmě, nespolehlivost v provozu způsobovala velké problémy. Skutečný výkon prvních modelů činil ve výšce přibližně 1300 k (956 kW), což bylo výrazně méně, než bylo očekáváno. Výkony pozdějších modelů se zlepšily a z Homare se stal jeden z nejpoužívanějších motorů japonských letadel koncem války. Celkem bylo vyrobeno 8747 kusů.

## Specifikace (Homare)

### Technické údaje
- Typ: 18válcový, vzduchem chlazený, dvouhvězdicový motor
- Vrtání: 130 mm
- Zdvih: 150 mm
- Objem válců: 35,837 l
- Průměr: 1 180 mm
- Suchá hmotnost: 830 kg

### Součásti
- Chlazení: vzduchem

### Výkony
- Výkon: 1 990 k (1 463 kW)
- Poměr hmotnost/výkon: 0,417 1 kg/k (0,567 kg/kW)